# باجرانغي بهايجان (فلم)
باجرانغي بهايجان (بالإنجليزية: Bajrangi Bhaijaan) هو فيلم أكشن كوميدي - سياسي - درامي هندي من إخراج كبير خان وإنتاج سلمان خان وكبير خان وروكلين فينتاكيش وسونيل لولا ونجوم الفيلم هم سلمان خان وكارينا كابور وهارشالي مالهوترا وبالاشتراك مع ناواز الدين صديقي وعدنان سميع . بدأ تصوير الفيلم في نوفمبر 2014. وتم إصداره في الإمارات العربية المتحدة 16 يوليو 2015 .

## القصة
تدور القصة حول الفتاة الباكستانية البكماء شاهدة (موني)، التي تذهب في زيارة مع والدتها للهند حتي تحاول علاجها، ولكن أثناء عودتهما يقف القطار قليلاً علي الحدود فتنزل الفتاة ومن ثم يتحرك القطار وبعدها يتم اكتشاف أمر ضياعها ولا تنفع طرق حرس الحدود في العثور عليها، في حين تركب الفتاة أحد القطارات الموجودة ليذهب بها الي المدينة الهندية التي يقطنها باجرانغي وتشاهد عرضه، وبعد العرض يلاحظها باجرانغي فيحاول سؤالها عن اسمها فلا يعرف بعدها يكتشف أنها بكماء.
يحاول البحث عن والديها فيعرف من خلال الإشارة أنها من مدينة أخرى، فيأخذها معه بالمواصلات إلي منزل والد خطيبته وفي الطريق يحكي قصته، حيث إنه كان طالباً فاشلاً وكان يقود والده للجنون، وفي كل عام كان يرسب، حتي جاء عام ونجح فيه ولم يتحمل والده الصدمة فمات، وعندها ذهب إلي صديق والده حتي يجد له عملاً، ويقابل إبنته راسيكا، فتعجبه ويعجب بها، وعندها تقول لوالدها عن حبها له، فيوافق والدها علي زواجها منه شريطة أن يجد لنفسه منزلاً كي تعيش راسيكا حياة سعيدة.
وعندما يصل إلي منزل والد راسيكا ويحكي لهم قصة الفتاة يرحب بوجودها الجميع، لكن والد راسيكا يحاول جعل باجرانغي يركز علي هدفه في تكوين نفسه للزواج من راسيكا وأن يكف عن خدمة المجتمع، ولكن ترحب راسيكا بالفتاة كثيراً، وفي يوم تختفي الفتاة فيبحثوا عنها حتي يجدوها تأكل اللحم البقري من عند جيرانهم المسلمين (تناول لحم البقر محرم في العقيدة الهندوسية) فيحاول منعها ولكنها تصر، فيأخذها إلي مطعم للدجاج ويغنوا لها حتي ترضي بأكل الدجاج ولا تأكل من اللحم.
ولكن يمر موقف آخر يدل علي إنها مسلمة حيث يتركها باجرانغي عند المعبد ولكنها تذهب للمسجد وتصلي بالطريقة الصحيحة فيكتشف باجرانغي وراسيكا أنها مسلمة ولكن يخفوا ذلك عن والد راسيكا حتي لا يرفض وجود الفتاة، وفي أثناء مشاهدة أسرة راسيكا لمباراة الكريكت بين باكستان والهند تخسر الهند، وفي ظل حزن جميع الأسرة تفرح الفتاة وترقص أمام التلفاز وتقبل العلم الباكستاني فيسألها باجرانغي أنها من باكستان فتشير إليه نعم، فيغضب والد راسيكا كثيراً ويرفض وجودها تماماً في المنزل بسبب النزعات التي بين البلدين .
يأخد باجرانغي الفتاة إلي مكتب للجوازات، فيتفق مع صاحب المكتب علي سفر الفتاة معه إلي باكستان لكن الفتاة ترفض بشدة وتحزن عندما يتركها باجرانغي، وفجأة وفي طريق عودته يريد باجرانغي أن يلقي نظرة أخيرة عليها، فإذا به يجد صاحب المكتب يبيع الفتاة لصاحبة منزل للدعارة، فيفور غضبه ويحطم المكان بالكامل ويضرب جميع من به ويأخذ الفتاة، ويقرر أن يأخذها ينفسه لباكستان، وفيه الحدود يجد مجموعة من المهاجرين الغير شرعيين يعبروا الحدود فيتفقوا معه علي تهريبه لباكستان.
فيتسلل معهم لحدود باكستان، وعندما يمر بدلاً من الهرب يذهب للإستأذان من حرس الحدود الباكستانيين فيطردوه ويعود مجدداً ويضربوه، حتي يأذن أخيراً رئيس الحرس بمروره، فيمر بالفتاة وتحدث له العديد من المشاكل مع الشرطة الباكستانية بسبب سرقة الفتاة الأصفاد من الضابط ظننا منها انها اساور لأنها تحب الأسوار كثيرا، وعندها يمر بالعديد من المواقف والمغامرات هناك ويقابل المراسل الباكستاني الذي يساعده في العثور علي مكان أسرة الفتاة، في ظل مطاردة الشرطة لهم، ويصور له العديد من الفيديوهات ليثير تعاطف الشعب معه، وأخيراً يوصل الفتاة لمنزلها وتعتقله الشرطة وتعذبه، ولكن بسبب الحركة الشعبية تفرج الشرطة عنه.
ويدعوا المراسل لمظاهرة من الجانبين الهندي والباكستاني حتى يسمحوا لبجرانجي بالعودة لبلاده، فيذهب للحدود ويسمح لهم الحرس بالدخول معارضاً أوامر قادة الجيش، وعندما يمر، تنطق الفتاة وتقول لبجرانجي مع السلامة، ثم ينتهي الفيلم بعناق شاهدة (موني) وباجرانغي.

## الجوائز
- جائزة فيلم فير لأفضل قصة.
- جائزة زي سين لأفضل ممثلة لأول مرة.
- جائزة الفيلم الوطني كأفضل فيلم شهير يقدم محتلف أنواع الترفيه.
- جائزة زي سينما لأفضل فيلم.
- جائزة زي سين لأفضل ممثل.
- جائزة أبسارا لأفضل فيلم.
- جائزة الأكاديمية الهندية الدولية للأفلام لأفضل فيلم.
- جائزة زي سين لأفضل ممثل في دور كوميدي.
- جائزة نقابة منتجي الأفلام والتلفزيون أبسارا لأفضل قصة.
- جائزة ستاردست لأفضل مخرج.
- جائزة نقابة منتجي الأفلام والتلفزيون أبسارا لأفضل سيناريو.
- جائزة ستاردست لأفضل فيلم.
- أفضل فيلم برأي الشعب ((كوميدي سياسي ))

## روابط خارجية
- مقالات تستعمل روابط فنية بلا صلة مع ويكي بيانات